# Черний, Иван Иосифович
Черний Иван Иосифович (11 января 1894 — 31 января 1943) — участник Первой мировой и Гражданской войн, лётчик, старший унтер-офицер Русской императорской армии, комбриг РККА, Начальник курса Военно-воздушной академии имени проф. Н. Е. Жуковского, дипломат, кавалер двух орденов Красного Знамени.

## Биография
Родился 11 января 1894 года в Российской империи, в Люблинской губернии, Холмском уезде, деревне Чернолозы, в крестьянской семье.
В январе 1915 года добровольно вступил в Российскую армию, по личному прошению («охотником») направлен на Теоретические авиационные курсы в Петроградский политехнический институт. Окончил моторный класс: удостоверение № 303 (ЦГА СПб, ф. 3121, оп. 3, д. 527, л. 69 — 92). В звании старшего унтер-офицера служил лётчиком 1-го армейского авиационного отряда.
В 1918 году добровольно вступил в Красную Армию Советской России, в тот же года стал членом РКП(б). Военным лётчиком прошел всю Гражданскую войну (1918—1922 гг.) — Актюбинский, Оренбургский, Закаспийский, Ферганский фронты, участник Сванетской и Душетской операций. В 1920 году был награжден орденом Красного Знамени РСФСР — высшей на тот период наградой страны. Командир 43-го и 25-го разведывательных авиационных отрядов. «За боевые заслуги» награждён золотыми часами. До 1924 года в штабе Воздушного флота в Северокавказском военном округе. Последнее место службы на Кавказе — командир Грузинской авиаэскадрильи. В 1923 году награждён вторым орденом Красного Знамени РСФСР. В 1924 году назначен старшим начальником Витебской авиационной группы.
После окончания Курсов усовершенствования высшего командного состава в 1925 году получил назначение командиром знаменитой 1-й разведывательной эскадрильи «Ультиматум». Эскадрилья была сформирована ещё по распоряжению В. И. Ленина как «Наш ответ» ультиматуму лорда Керзона, и по иронии судьбы была укомплектована английскими самолётами «Ньюпор», «Авро», «De Havilland». К 1927 году произошла полная замена устаревших английских самолётов на отечественные Р-1 (Поликарпов Р-1).
В 1929 году окончил Военную академию имени М. В. Фрунзе (Восточный факультет). После окончания Академии командовал 22-й авиаэскадрильей, затем с 1931 по 1936 годы — 25-й Авиабригадой. 28.11.1935 года приказом № 2488 НКО СССР присвоено звание комбрига.

В сентябре 1936 года стал военным дипломатом — был назначен военно-воздушным атташе в полпредство СССР в Великобритании, а с 1937 по 1940 год исполнял обязанности ещё и военного и морского атташе. Чрезвычайный и Полномочный посол в Великобритании И. М. Майский в своих воспоминаниях так писал:
«В конце 1936 года в Лондоне появился… военный, которого я всегда вспоминаю с большой теплотой и уважением, — авиационный атташе Иван Иосифович Черний… Как человек, Черний производил очень приятное впечатление — умный, тактичный, хорошо разбирающийся в политике и убеждённый советский патриот».
В 1940 году был отозван в Москву, участвовал в советско-чехословацком сотрудничестве в области разведки. Был назначен начальником курса Военно-воздушной академии им. Жуковского.
27.06.1941 года был арестован. Умер 31.01.1943 года в тюрьме. Реабилитирован 06.06.1956 года.

## Награды
- Орден Красного Знамени 1920 г.
- Орден Красного Знамени 1923 г.